# Broome Pinniger
Broome Eric Pinniger (Saharanpur, 28 dicembre 1902 – Edimburgo, 30 dicembre 1996) è stato un hockeista su prato indiano.

## Palmarès

### Olimpiadi
- Oro a Amsterdam 1928 nell'hockey su prato.
- Oro a Los Angeles 1932 nell'hockey su prato.